# Cazinoul din Arad
Cazinoul din Arad este o clădire monument istoric aflată pe Bulevardul General Dragalina nr. 27, în municipiul Arad. Clădirea a fost construită în stil neobaroc și a fost finalizată în anul 1872.
De-a lungul anilor, clădirea a funcționat drept sală de expoziții, evenimente și cazinou. După 1990 a ajuns în proprietate privată. În 2007, în incintă a funcționat un restaurant și un club, însă nu a durat însă mult și clădirea a fost abandonată. În 2017, starea cazinoului era destul de proastă. Pereții clădirii au fost distruși, geamurile sparte și puținele piese de mobilier rămase au fost arse sau distruse de către oamenii străzii care își fac veacul pe acolo.
În septembrie 2016, această clădire emblematică din Arad, compusă din teren în suprafață totală de 2.990 mp și construcție a fost scoasă la vânzare, în urma unei executări silite, prețul fiind de 740.000 EUR + TVA.
Deși în luna august 2017 consilierii locali municipali au votat pentru ca Primăria să-și exercite dreptul de preemțiune asupra imobilului, deoarece aceasta nu și-a anunțat ferm în termen de 15 zile hotărârea de achiziționare, cazinoul s-a vândut unui privat.
La începutul anului 2018, noul proprietar al Cazinoului Arad a și început renovarea impozantului monument istoric.